# ニコライ・オブホフ
ニコライ・ボリソヴィチ・オブホフ（ロシア語: Николай Борисович Обухов、1892年4月22日 - 1954年6月13日）は、主にフランスで活動したロシアの作曲家。スクリャービンの晩年の作風を出発点とし、ボリシェヴィキ革命後に家族とともにロシアから逃亡し、パリに定住した。オブホフの音楽は、宗教的神秘主義、珍しい記譜法、特異な12音の半音言語の使用、および電子楽器の初期発展時代における先駆的な使用でも有名である。

## 経歴

### ロシア
ニコライ・オブホフは、クルスク市の南南東約80キロにあるクルスク県オルシャンカで生まれ、子供の頃に家族でモスクワに引っ越した。両親はニコライの音楽的成長に気を配り、幼い頃からピアノとヴァイオリンを教えさせた。1911年にモスクワ音楽院で学び始め、1913年から1916年までサンクトペテルブルク音楽院で学び、マクシミリアン・シテインベルクやニコライ・チェレプニンらを師とした。1913年、オブホフはクセニア・コマロフスカヤと結婚し、2人の息子を授かった。
1910年以降に作曲された初期作品は十分な注目を集め、定期刊行物ムジカリニー・ソヴレメンニクにインスピレーションを与え、1915年には自作のコンサートを開催し、1916年にはサンクトペテルブルクで別のコンサートを開催しました。そこは演奏されたすべての音楽が、前年に自身で開発した新しい記譜法を使用したものだった。1918年、十月革命と、それに続く内戦後の苦難から逃れるため、妻と2人の子供とともにロシアから逃亡した。クリミアでの一定期間の旅行の後、コンスタンティノープルを経由してパリに定住した。パリは両国間の伝統的な文化的つながりにより、芸術難民や知的難民の共通の目的地となっている。

### フランスへの移住

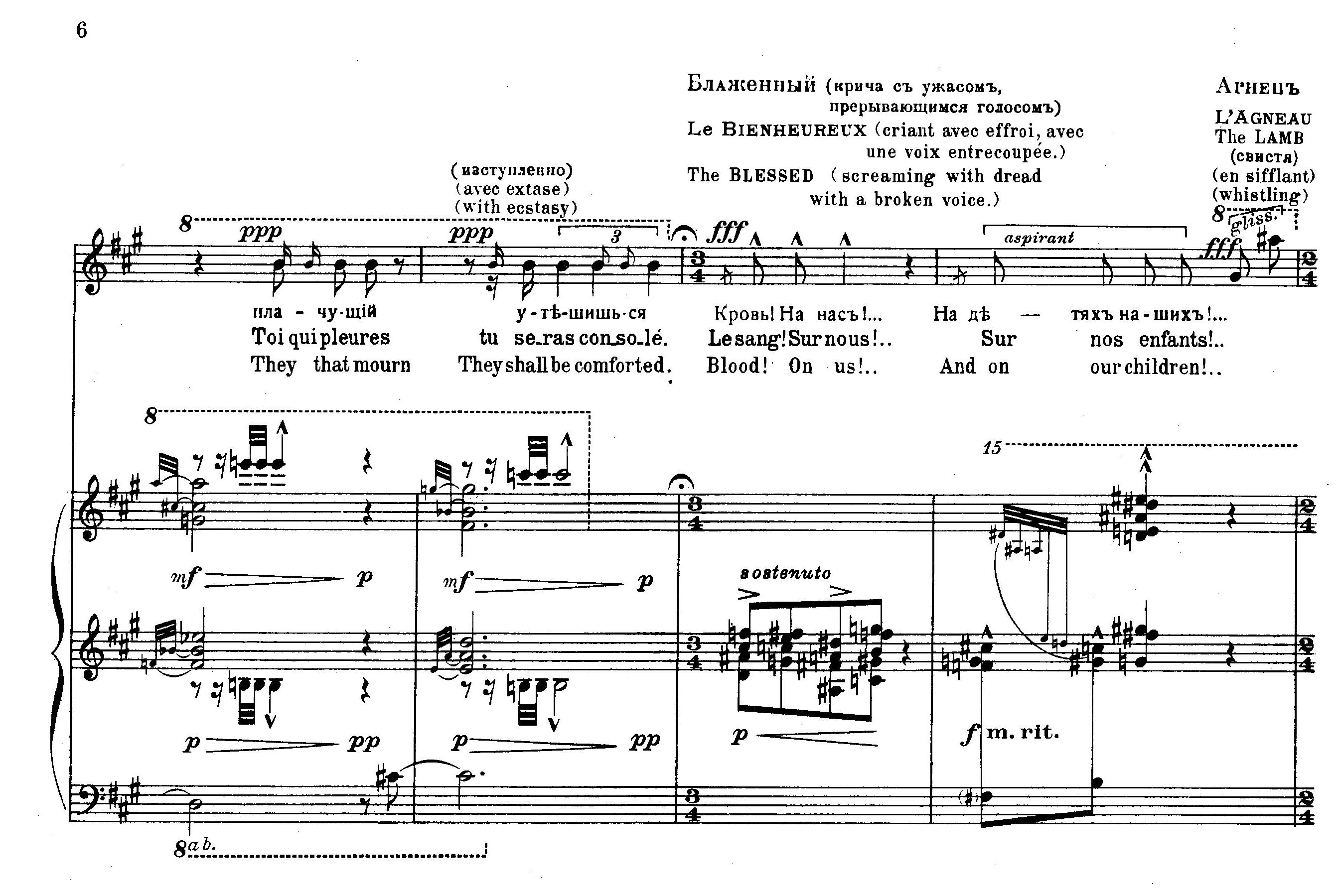
特徴的な演奏指示のある死者の枕元で祝福された人の子守唄の抜粋。これはオブホフがフランスに移住した後の最初の出版物の一つである。

フランスでオブホフはモーリス・ラヴェルに会い、師事した。ラヴェルはオブホフの音楽にある程度の関心を示しただけでなく、難民の家族に経済的援助を提供し、出版社と提携させた。オブホフは当初貧困の中で暮らしていたが、十分な援助を得られるようになり、作曲や関連構想に集中することができるようになった。これらの構想には、テルミンに似ているが十字架の形をしており、十字架が取り付けられた真鍮の球の中に電子機器が隠されている、電子楽器であるクロワ・ソノーレの開発が含まれていた。また、おそらく異なる時期に、ピエール・ドーヴィリエとミシェル・ビヨードとともに装置の構築に取り組みました。そうして1926年にクロワ・ソノーレの試作をデモンストレーションしたが、1934年に改良版を作成するためにそれを撤回した。オブホフの同時期およびその後の作品の多くではこの楽器が使用されている。
1926年、常に新しい音楽、特に実験的なロシアの作曲家の音楽の支持者であり、長年スクリャービンとストラヴィンスキーの支持者であったセルゲイ・クーセヴィツキーは、オブホフの膨大な最高傑作である典礼カンタータ『いのちの書』(Kniga Zhizni)に興味を持ち、パリでそのプロローグの公演を行った。
パリでは、妻と一緒に小さなアパートに住み、和声法や記譜法について作曲したり執筆したりしていた。オブホフは身体的に丈夫で、レンガ職人として生計を立てていた。オブホフの生徒の一人であるピアニストのマリー・アントワネット・オーセナック・ブロイ伯爵夫人は、オブホフの音楽だけでなく神秘的な宗教的世界観に興味をそそられ、クロワ・ソノーレの演奏技術を習得した。マリーはオブホフの音楽と珍しい電子楽器の両方の最大の支持者の一人となり、オブホフに住宅と経済的援助も提供した。アルテュール・オネゲルは、オブホフの表記法を使用して音楽を出版した数人の作曲家のうちの1人であり、1943年に出版社デュランは、この表記法を使用して、18世紀から20世紀までのさまざまな作曲家による作品群を印刷した。オブホフの作曲活動は第二次世界大戦によって部分的に中断されたが、1947年に和声法と記譜法に関する論文『Traité d'harmonie tonale, atonale et totale』を出版した。そしてこの本の序文はオネゲルが書いた。
1949年、オブホフは暴漢の一団に襲われ、強盗に遭い、重傷を負ったため、実質的に残りの人生で作曲をすることができなくなった。襲撃者らは『いのちの書』の決定版を含む原稿のポートフォリオを持ち去った。この襲撃により身体障害者となった彼は、さらに5年間生き、パリ西郊外のサン・クルーで亡くなった。彼はサンクルー墓地に埋葬されている。かつて彼の廃墟となった記念碑の上には、マリー・アントワネット・オーセナック・ブロイによって置かれた彼のクロワ・ソノーレの石のレプリカが置かれていた。
オブホフの多数の原稿はパリのフランス国立図書館に保管されているが、公開されているのはほんの一部である。

## 作品

### 概要
オブホフは『いのちの書』で最も有名であるが、数多くの小品も作曲しており、そのうちのいくつかは出版されている。作品のほとんどにはピアノのパートが含まれており、クロワ・ソノーレは顕著に登場する。
オブホフの音楽は、最初から実験的で革新的であり、スクリャービンの初期の作品における調性と和声言語との類似点があった。その他の初期作品に影響を与えたのは、哲学者ウラジーミル・ソロヴィヨフの著作や、彼が詩に音楽を付けたコンスタンチン・バルモントの神秘的で終末論的な詩であった。オブホフは、シェーンベルクがウィーンで開発していたように12音すべてを並べて使用するのではなく12音の和音を通じて倍音領域または領域を定義するとして使用するテクニックを進化させました。これは、シェーンベルクよりも数年前の十二声の作曲法を開発する最初の試みの1つであった。さらにオブホフは、他の11音が鳴るまで音を繰り返さない仕組みと、間隔を制御する同様の方法を開発した。オブホフは、当時12音技法に取り組んでいた数人の作曲家のうちの1人であった。ロシアには他にロスラヴェッツ、ルリエ、ゴリシェフが含まれていた。
オブホフは、12音の手法の斬新さに加えて、叫び声、叫び声、ささやき声、口笛、うめき声など、歌以外の音を出すことを歌手に要求した最初の作曲家の一人でもあった。オブホフの美学の重要な部分は、音を通して、そして後には他の感覚を通して表現される宗教的なエクスタシーのアイデアであった。ロシアで作曲された初期の曲には、歌手に対する珍しい指示が含まれている。

### 独自の記譜法
作曲家によると、1915年7月15日、彼は半音上げた音の符頭を十字に置き換えることで臨時記号の必要性を排除した新しい記譜法を発明したという。オブホフが使用した記号は、符頭の代わりに使用されたことを除いて、二重シャープの標準記号に似ていた。オブホフは、符頭記号に加えて、楽譜の小節線を示すためにマルタ十字に似た記号を使用し、これらの区切りをフレーズの境界に配置することが多く、その結果、非常に長い小節が形成された。符頭とフレーズ区切りの両方にある十字架は十字架の象徴であり、オブコフはキリストの犠牲の象徴として、しばしば自分の血でテンポ記号やリハーサル番号を原稿に挿入した。

### 独自の楽器
オブホフは3つの楽器を発明した。エーテルは電子的に動力を供給される風力発電機で、人間の可聴範囲の上でも下でも聞き取れないハミング音を発し、聞き手に潜在意識の効果をもたらすことを目的としていた。クリスタルは、ハンマーがクリスタルの半球を叩き、チェレスタに似た音を出す鍵盤楽器である。そしてクロワ・ソノーレは、ヘテロダイン発振器のピッチが身体の静電容量によって制御されるテルミンに似た楽器で、装置に対する演奏者の腕の位置に応じてピッチが上下する。テルミンとは異なり、クロワ・ソノーレの演奏者は、もう一方の腕ではなく、単純なノブで音量を制御する。これら3つの楽器のうち、クロワ・ソノーレのみが製作されたことが知られており、オブホフはそれを頻繁に使用し、20を超える別々の作品でそのパートを書いた。
オブホフは3つの楽器を発明しました。「エーテル」は電子的に動力を供給される風力発電機で、人間の可聴範囲の上でも下でも聞き取れないハミング音を発し、聞き手に潜在意識の効果をもたらすことを目的としていました。「クリスタル」は、ハンマーがクリスタルの半球を叩き、チェレスタに似た音を出す鍵盤楽器です。そしてクロワ・ソノーレ、または「響き渡る十字架」は、ヘテロダイン発振器のピッチが身体の静電容量によって制御されるテルミンに似た楽器で、装置に対する演奏者の腕の位置に応じてピッチが上下します。テルミンとは異なり、クロワ・ソノーレの演奏者は、もう一方の腕ではなく、単純なノブで音量を制御します。これら3つの楽器のうち、クロワ・ソノーレのみが製作されたことが知られており、彼はそれを頻繁に使用し、20を超える別々の作品でそのパートを書きました。
クロワ・ソノーレでの演奏は、聴覚だけでなく視覚的な体験でもあった。オブホフは、出演者を宗教儀式を行う巫女のようなものにすることを意図しており、出演者が男性である公の公演が行われたことは知られていない。1934年の『いのちの書』の部分的なパフォーマンスは、パリのニューヨーク・タイムズの批評家によって次のようにレビューされた。
「最後の審判の受胎告知」では歌手たちが揃って立ち、1人は白、もう1人は赤のガウンを着ており、オーブーホフとアルトゥール・シュロスバーグは2台のピアノを演奏し、マリー・アントワネット・オーセナック・ド・ブロイ王女は別々に黒、青、オレンジの聖典服を着て立っていた。20台のヴァイオリンのように鼓動し、時には人間の声のように歌うクロワ・ソノーレの音符から引き出した。手を前後に動かすことで、ド・ブロイ公妃は、運命のノックのように、驚くほど甘美な、あるいは最も恐ろしい音を描いた...
1934年10月、ジャーメイン・デュラックは、オブホフがピアノを弾いてオーセナック・ド・ブロイを演奏する映画を制作した。これはローマ研究所の支援を受けてイタリアで行われた。
オブホフの死後、この楽器は使われなくなり、その後荒廃した。しばらくの間、この作品はパリのオペラ図書館に保管され、1980年代初頭まで見ることができたが、その後消滅した。2009年にそこで作業員の1人が偶然この楽器を発見し、現在、製造されたことが知られている唯一のこの楽器が音楽博物館に展示されている。

### いのちの書
オブホフの最大の作品であり、初期の創作生活の大半で集中して取り組んだ作品は、『いのちの書』である。ニコラス・スロニムスキーが自伝「パーフェクト・ピッチ」の中で書いたところによると、オブホフの妻は夫がこの巨大で奇妙な曲に執着することに激怒し、楽譜を切り刻んで破壊しようとしたことがあるという。作曲家は間に合って彼女を捕まえ、慎重かつ敬虔にその傷を縫合し、破れたページを修復したところに自分の血を一滴加えた。彼はそれをパリのアパートの「神聖な一角」、つまり神殿の中に置き、その上に宗教的なアイコンとともに昼夜を問わずろうそくを立てて燃やした。オブホフは、自分自身をこの曲の作曲者ではなく仲介者、つまり神がそれを世界に啓示することを許した人物であると考え、その啓示をコンサートでの演奏ではなく「神聖な行為」と呼んだ。オブホフはフルネームを使うのではなく、この作品や他の多くの作品に「Nicolas l'illuminé」と署名した。この儀式は、年に一度、キリストの第一回目と第二回目の復活の日に、昼と夜に、その目的のためだけに特別に建てられた大聖堂で行われることを意図していた。この巨大な曲のうち、作曲家の存命中に演奏されたのはプロローグとおそらく他のいくつかのセクションだけであった。スコア自体もプレゼンテーションの一部である。楽譜は膨大で、失われた清書では800ページ、パリ国立図書館にあるコピーでは2,000ページに達した。いくつかのページは切り取られ、布や色紙に十字の形に貼り付けられた。スコアには多数の折り込み部分やコラージュが含まれている。修復に加えて演奏痕の一部には作曲家自身の血が流れていた。

## ギャラリー

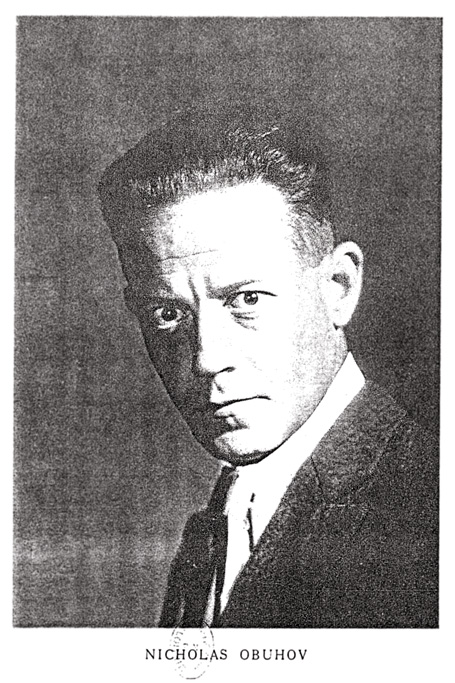
ニコライ・オブホフ（1930年）
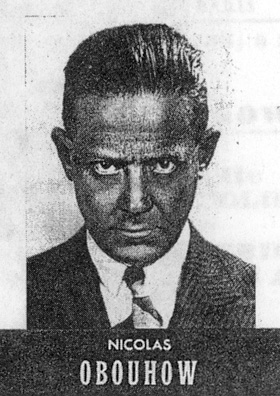
ニコライ・オブホフ（1930年代のポスターの断片）
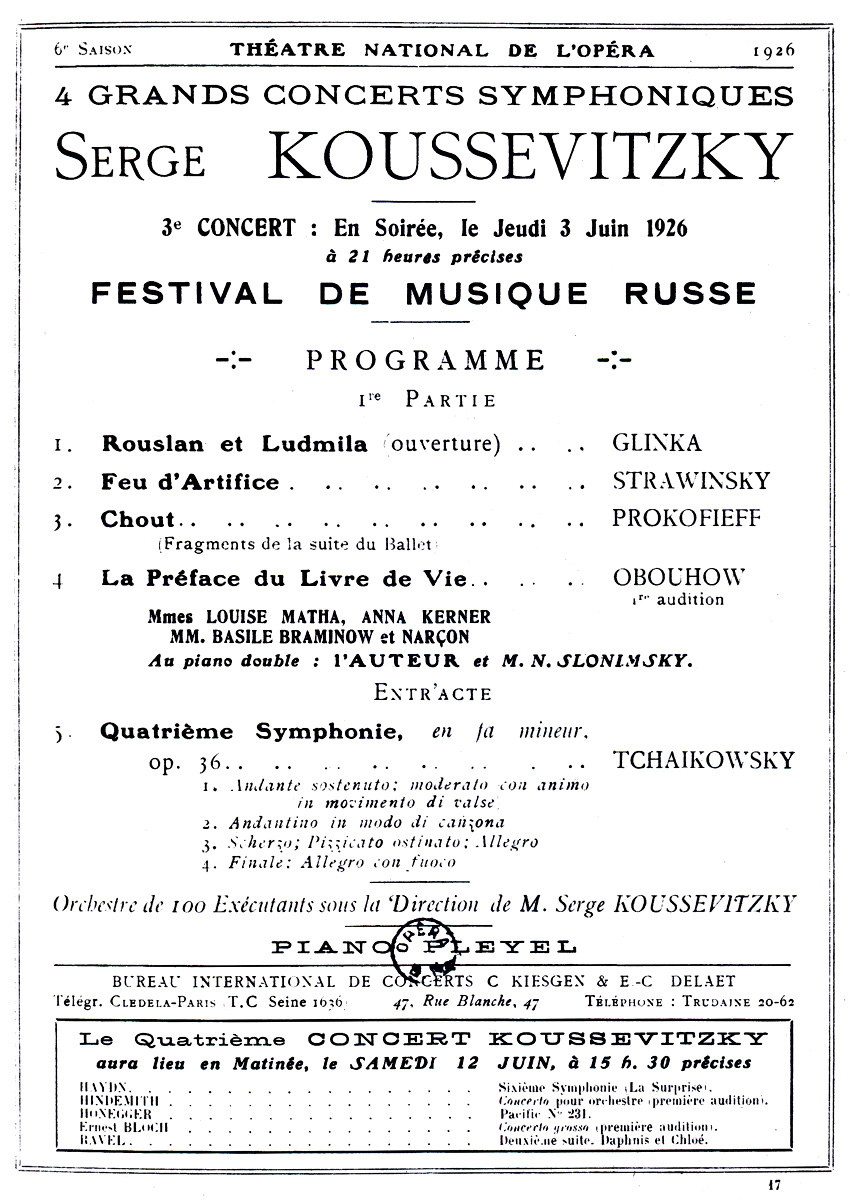
1926年6月3日のコンサートのポスター
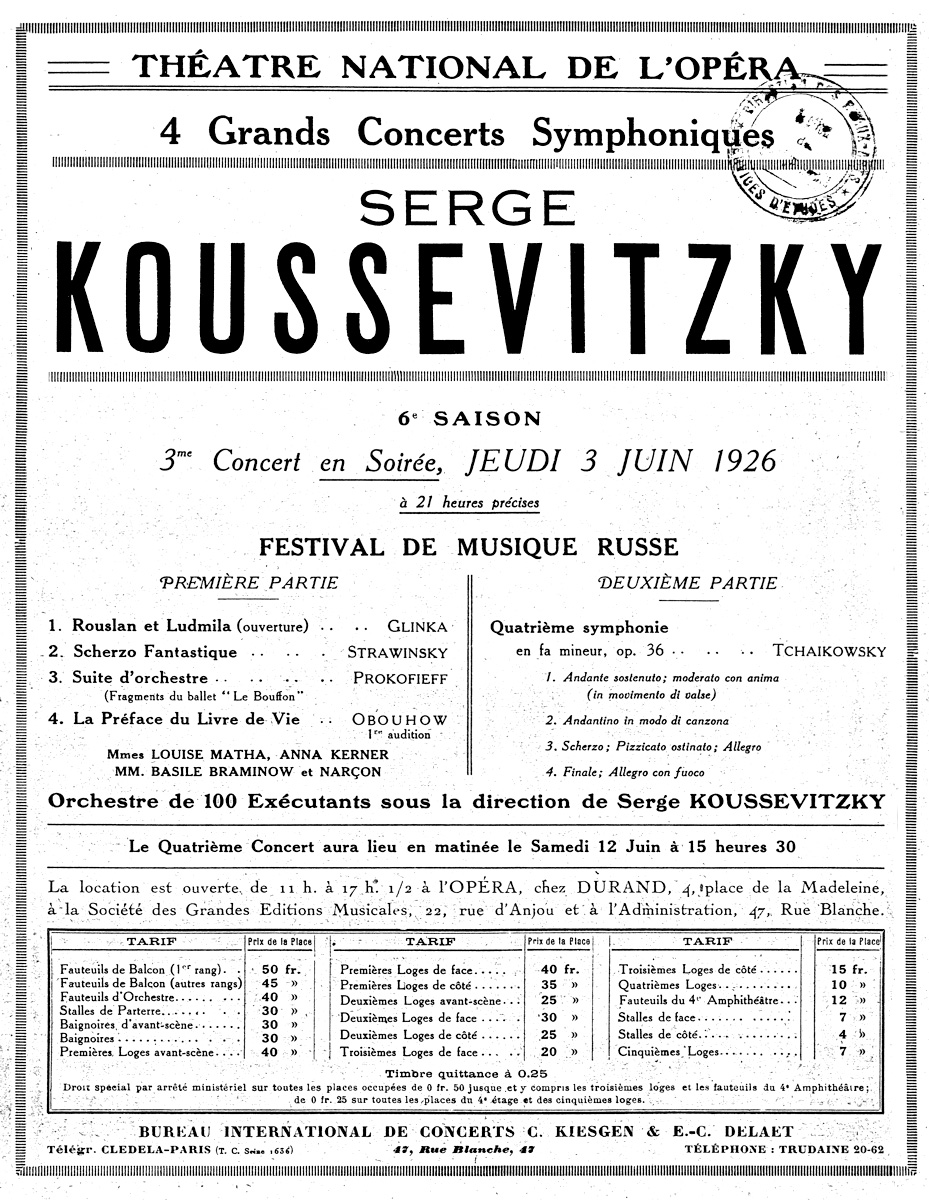
1926年6月3日のコンサートのポスター